# Yukata

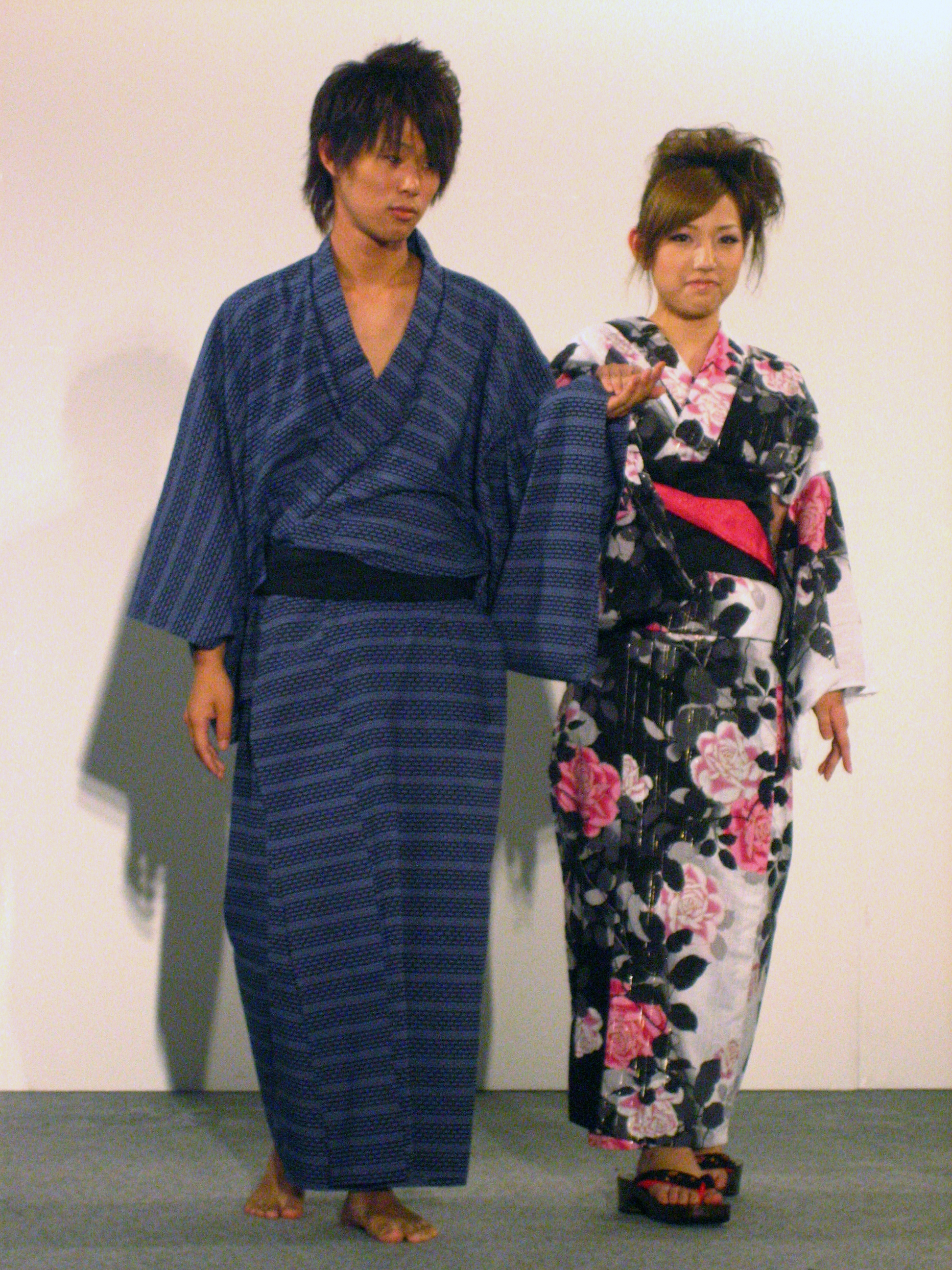
Ejemplos de yukata masculina y femenina

El yukata (浴衣?) es una vestimenta tradicional japonesa hecha de algodón. Se usa principalmente para los festivales de verano o estaciones cálidas. Es mucho más ligera que el kimono al no tener la capa que cubre normalmente a este y al no estar hecha de seda.

## Descripción

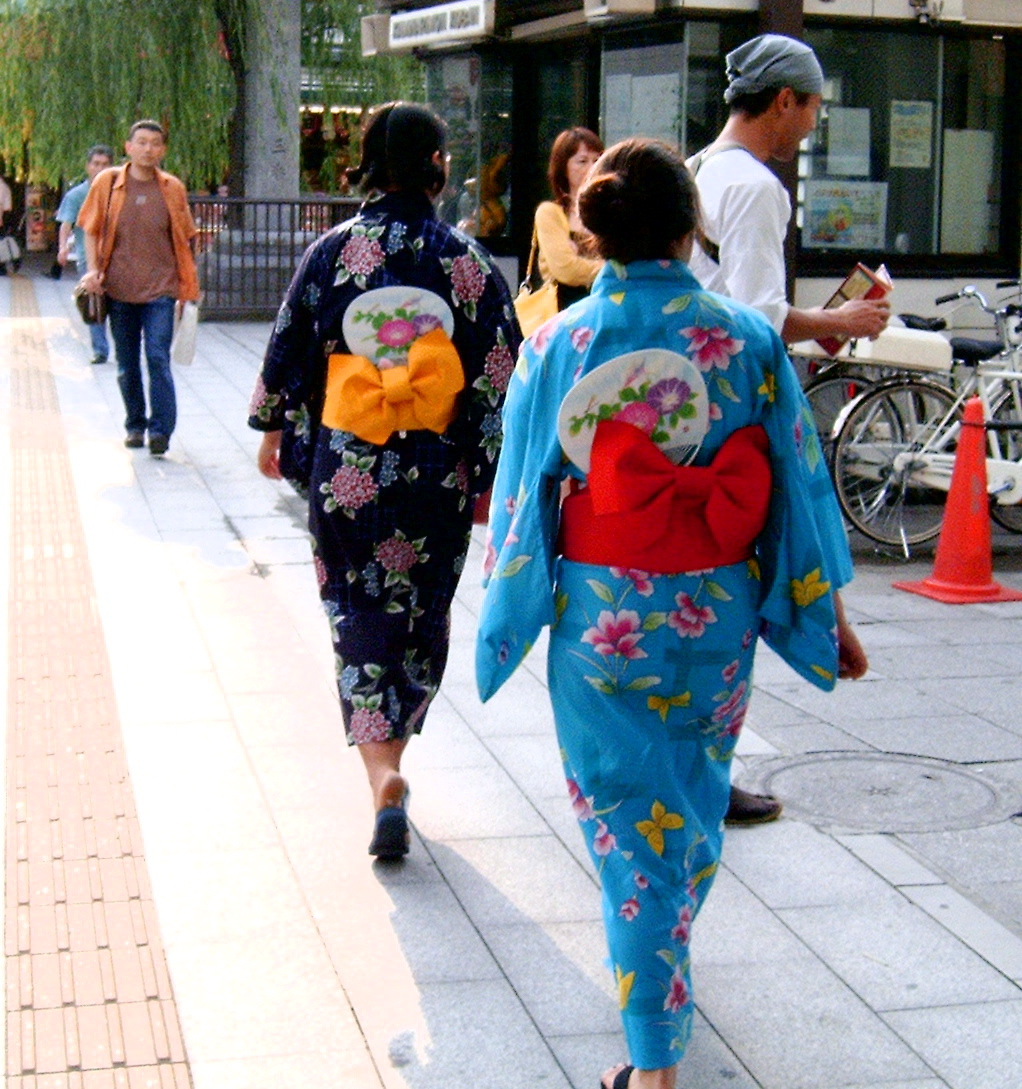
Mujeres japonesas vistiendo yukata

Los yukatas son usadas por hombres y mujeres de todas las edades. Al igual que otras vestimentas tradicionales japonesas, el yukata se fabrica siguiendo costuras rectas y con mangas anchas. Los yukatas masculinas se distinguen por tener mangas mucho más cortas y por ser, generalmente, de colores más apagados y no tan llamativos como la femenina. El yukata se compone de un juban, obi, sandalias (geta), un abanico y un kinchaku. Los kinchakus se emplean para cargar teléfonos celulares y otros artículos personales pequeños. Yukata significa literalmente "ropa de baño", aunque su uso no se limita a después del baño. Los yukatas suelen verse en Japón durante los meses cálidos.
Tradicionalmente, los yukatas se fabricaban a base de algodón teñido de color índigo, pero hoy en día existe una gran variedad de colores y diseños. Al igual que con el kimono, la regla general de la yukata es que los jóvenes usen colores brillantes y vivos con patrones audaces, mientras que las personas mayores utilicen colores oscuros, maduros y con patrones apagados. Por ejemplo, un niño puede llevar un yukata multicolor, una mujer joven puede llevar un estampado floral, mientras que una mujer mayor se limitaría a uno tradicional de color azul oscuro con patrones geométricos. Los hombres mayores también pueden usar colores oscuros. Desde finales de la década de 1990, los yukatas han experimentado una creciente popularidad.
El yukata se usa en eventos de verano al aire libre, tales como exhibiciones de hanabi (fuegos artificiales) y festivales de Bon Odori. También se usan en las posadas japonesas tradicionales (ryokan), especialmente después de bañarse en aguas termales (onsen).